# Otterlo

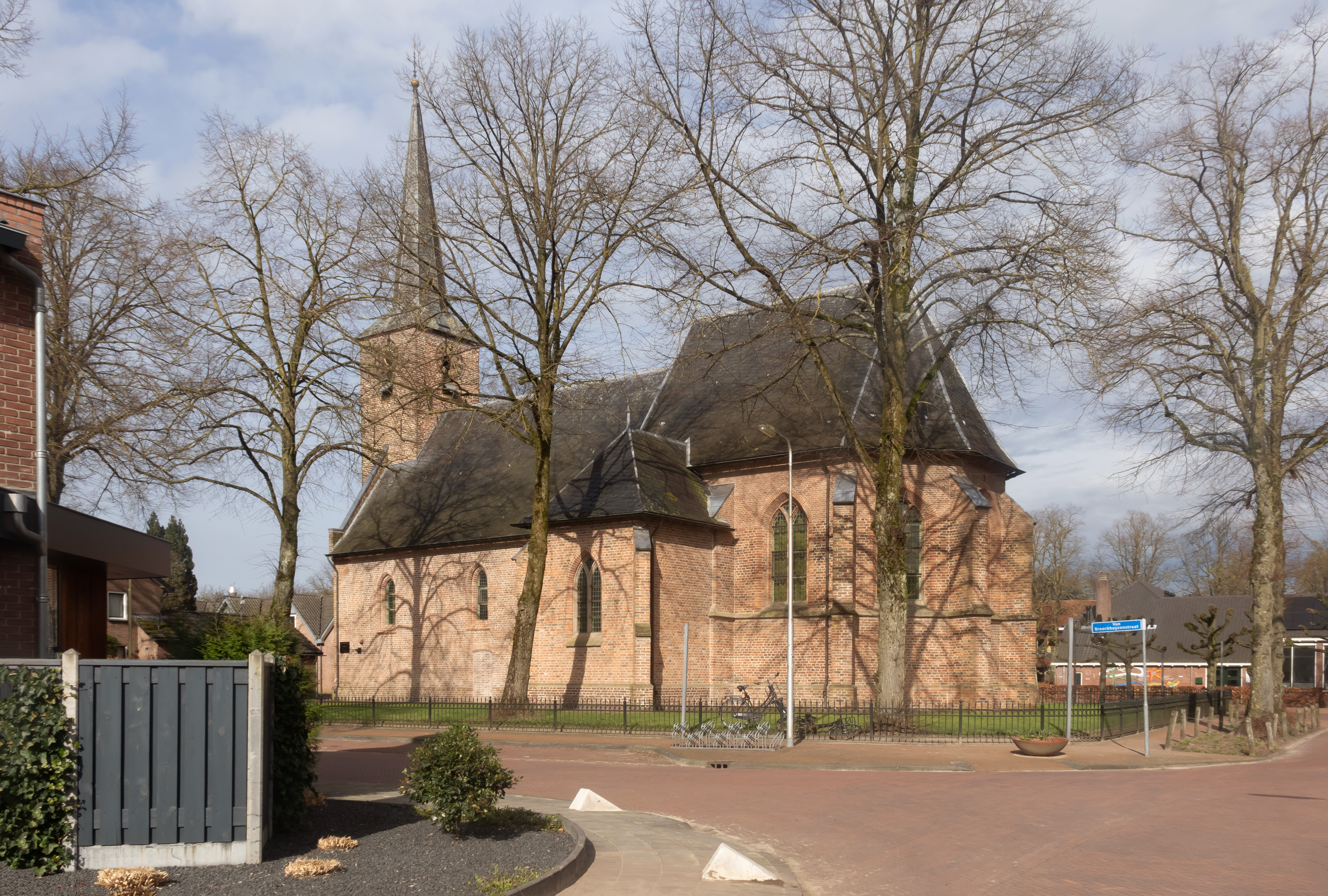
Iglesia reformada en Otterlo

Otterlo (municipio de Ede) es un pequeño pueblo en la provincia de Güeldres, en los Países Bajos, cerca del parque nacional Hoge Veluwe.
El Museo Kröller-Müller, el nombre de Helene Kröller-Müller, se encuentra cerca y tiene una considerable colección de pinturas de Vincent van Gogh.
Otterlo fue un municipio independiente hasta 1818, cuando se fusionó con Ede.